# Advance Decline Line
Die Advance-Decline-Linie ist in der Technischen Analyse ein Trendindikator der Entwicklung eines Gesamtmarktes. Die AD-Linie wird als Zeitreihe der kumulierten täglichen Differenzen zwischen der Anzahl gestiegener und der Anzahl gefallener Aktien berechnet.
{\displaystyle {\mbox{AD-Linie}}={\mbox{(Anzahl gestiegene Aktien – Anzahl gesunkene Aktien)}}+{\mbox{Wert AD-Linie vom Vortag}}}
Für jeden Handelstag ermittelt dieser Marktbreiteindikator also den Saldo aus gestiegenen und gefallenen Aktien. Dieser Wert wird zu einem (beliebigen Startlevel) hinzuaddiert. Am nächsten Tag wendet man wieder die gleiche Vorgehensweise an. Somit ist möglich und sogar hoch wahrscheinlich, dass Werte größer als die eigentliche Anzahl an Indexmitgliedern erreicht wird. Ein einfaches Beispiel:
Tag 1: 500 Aktien steigen, 100 Titel fallen             Saldo 400            A-D-Linie: 400
Tag 2: 500 Aktien steigen, 100 Titel fallen             Saldo 400            A-D-Linie: 800
Tag 3: 500 Aktien steigen, 100 Titel fallen             Saldo 400            A-D-Linie: 1200
und so weiter.
In der hohen absoluten Zahl kommt also vor allem zum Ausdruck, dass die aktuelle Aufwärtsbewegung bereits recht lange anhält. Wichtiger als die absolute Höhe der A-/D-Linie ist aber die Analyse möglicher negativer Divergenzen.
Die AD-Linie wird als Ergänzung zur Analyse von Trends mittels Trendlinien eingesetzt.
Die Gewichtung der Aktie im Markt spielt bei der Berechnung keine Rolle.
Die AD-Linie zeigt also die mengenmäßige Entwicklung eines Marktes oder Marktsegmentes auf, während ein gewichteter Aktienindex die wertmäßige Marktentwicklung widerspiegelt. Beispielsweise können Aktienindizes auch noch steigen, wenn die Mehrzahl der im Index enthaltenen Aktien bereits fallen. Dies ist möglich, wenn einige im Aktienindex relativ hoch gewichteten Aktien noch steigen und den Kursverfall der restlichen Werte somit kompensieren.

## Interpretation
Neben der Aussage über die Breite einer Marktbewegung lässt ein Vergleich über die Parallelität des Verlaufes der AD-Linie und des Marktindex Rückschlüsse auf eine Trendbestätigung oder eine Trendwende zu. Entwickeln sich beide Werte parallel, so ist die AD-Linie als Bestätigung des durch den Index angezeigten Trends zu deuten. Weichen dagegen die Kursentwicklung des Index und die Entwicklung der AD-Linie voneinander ab, ist mit einer Trendumkehr zu rechnen.
Durch die Addition des Vortageswertes kann der Wert der AD-Linie deutlich höher sein als die Anzahl der beobachteten Aktien. Im obigen Beispiel werden 600 Aktien beobachtet, so dass man prima facie annehmen würde, die AD-Linie schwanke zwischen +600 und −600. Tatsächlich liegt der Wert jedoch bereits am dritten Tag des Beispiels bei 1200, also über der Zahl von 600 Aktien.
Die Addition des Vortageswertes bewirkt eine Glättung der AD-Linie und verbessert daher deren Aussagekraft. Ohne eine solche Glättung würde die Linie tatsächlich erratisch zwischen beispielsweise +600 und −600 springen.